# 오시마촌 (오카야마현)
오시마촌(大島村)은 오카야마현 아사쿠치군에 설치되었던 촌이다. 대부분은 현재의 가사오카시에 해당하며, 일부는 아사쿠치시에 해당한다.